# Cornelia (cràter)
Cornelia és un cràter amb coordenades planetocèntriques de -7.72 ° de latitud nord i 17.27 ° de longitud est, sobre la superfície de l'asteroide del cinturó principal (4) Vesta. Fa 14.9 de diàmetre. El nom fa referència a una verge vestal romana, i va ser adoptat com a oficial per la UAI el 27 de desembre de 2011.